# Анди Уорхол
Анди Уорхол (на английски: Andy Warhol) е американски художник, водещ представител на течението поп арт. След успешна кариера като илюстратор на реклами, той става световноизвестен със своята работа като художник, авангарден кинорежисьор, звукозаписен продуцент и писател.
В центъра на творчеството на Анди Уорхол е общата представа за американската култура. Той рисува пари, доларови знаци, храна, женски обувки, известни личности и изрезки от вестници. За него тези предмети олицетворяват американските културни ценности. Например Кока-Кола представлява демократичното равенство между хората, защото: „Кока Кола винаги е Кока Кола, Кока Колата, която пие президентът, е същата като твоята или моята.“ Той използва популярни образи и методи за визуализиране на американската идентичност през XX век. Този нов поглед към американската култура е тема и резултат в творчеството му.
Освен изкуството, Анди Уорхол е доста популярен и с твърдението си, че „в бъдеще всеки ще бъде световноизвестен за 15 минути“. По-късно той се пошегувал пред репортери: „Моята нова реплика е, че след 15 минути всички ще бъдат известни“.

## Биография

### Произход и образование
Анди Уорхол е роден на 6 август 1928 година в Питсбърг, Пенсилвания, в семейството на Ондрей Вархола (1888 – 1942) и Юлия Юстина (1892 – 1972). Бащата и майката на Уорхол имигрират в Съединените щати съответно през 1914 и 1921 година от селцето Мико в днешна Словакия и са русини с източнокатолическо вероизповедание. В Америка бащата е миньор в каменовъглена мина. Анди Уорхол има двама по-големи братя, Пол (Павол), чийто син Джеймс Уорхола става илюстратор на детски книги, и Джон (Ян).
Когато е в трети клас, Анди Уорхол се разболява от хорея, болест на нервната система, която предизвиква неволни движения на крайниците и петна по кожата. Заболяването вероятно е усложнение след прекарана скарлатина. С времето той развива хипохондрия и страх от болници и лекари. Много болнаво дете, Анди Уорхол остава изолиран в училище и силно привързан към майка си. Той прекарва дълго време на легло, като рисува, слуша радио и колекционира снимки на кинозвезди. Самият той по-късно описва този период от живота си като много важен за развитието на личността, уменията и предпочитанията му.
Когато Анди Уорхол е тринадесетгодишен, баща му загива при злополука.
Уорхол от рано показва артистични наклоностти и учи рекламен дизайн в Техническия институт „Карнеги“ в Питсбърг, днес част от Университета „Карнеги Мелън“.

### Рекламен дизайнер
През 1949 година Уорхол се мести в Ню Йорк и започва успешна кариера като илюстратор в списания и дизайнер на реклами. През следващите години става известен с ексцентричните си рисунки с туш на реклами на обувки. Те са изпълнени в характерен небрежен стил и по-късно са включвани в музейни сбирки с негови произведения на изкуството.
Този период е свързан и с бързото развитие на звукозаписната индустрия – въвеждането на виниловите плочи, Hi-Fi, стерео записите. Една от водещите американски звукозаписни компании, RCA Records, наема Уорхол, заедно с друг дизайнер, Сид Маурър, да изготвя дизайна на обложките на грамофонни плочи и на промоционални материали за записите.
Анди Уорхол е сред пионерите в използването на ситопечата за отпечатването на рисунки. Първите му опити с тази техника са ръчно изработени рисунки, но скоро той преминава към използване на ситопечат, основан на фотографии. През този период той разработва и други иновативни техники, повечето свързани с печата. Често използва елементарна форма на печат, при която прилага мастилото върху хартия и я използва за получаването на отпечатък, докато то е още мокро.
Работите на Уорхол като рекламен дизайнер, а и по-късно като художник, включват елемент на случайност в изпълнението, при който се допускат грешки и непреднамерени следи по крайното произведение. В резултат на това изображенията често са изпълнени с несъвършенства, като петна и зацапвания. В своята книга „POPism“ самият Уорхол казва: „... когато правиш нещо съвсем погрешно, винаги попадаш на нещо“.

### 60-те години
През 60-те години Анди Уорхол започва да рисува за известни американски продукти като Кока-Кола и консервите супа Кемпбъл. Започва да използва шаблони за рисунките си, като с това цели не само правене на изкуство от масово продавани стоки, но и да превърне изкуството в такава стока. Уорхол казва, че иска да бъде като робот. Той наема „работници на изкуството“ в своето студио, наречено „Фабриката“ на Юниън Скуеър (Ню Йорк), където започват да се отпечатват копия, да се правят обувки, филми и др. Освен това, Анди започва да изпълнява поръчки за портрети и реклами.
„Фабриката“ е сборен пункт за нюйоркските бохеми, където всеки може да освободи страстите си извън рамките на допустимото. Там, например, Уорхол заснема „Blow Job“. Сред честите посетители на „Фабриката“ са Салвадор Дали, Мик Джагър и Боб Дилън. Повлиян от нюйоркското ъндърграунд кино, Уорхол започва да снима за масова продукция, като развива свой собствен маниер. Типично за него е съсредоточаването на камерата върху един-единствен обект в продължение на часове. Така например в първия му филм, „Sleep“, е заснет Джон Джорно, докато спи в продължение на четири часа. В „Empire“ е сниман Емпайър Стейт Билдинг от свечеряването до късните часове през нощта в продължение на осем часа.

### 70-те години
В сравнение с успеха и скандала на творчеството на Уорхол през 60-те години, началото на 70-те години е много по-спокойно, тъй като той се захваща с предприемачески инициативи. Обикновено се смятат за тих, срамежлив и педантичен наблюдател. Арт критикът Робърт Хюз го нарича „бялата къртица на Юниън Скуеър“.
Уорхол продължава да навлиза във филмовата промишленост и се утвърждава като „една от най-прочутите и добре познати поп арт фигури, тръгнали през 60-те години.“ Художественият музей в Пасадена организира голяма ретроспекция на творчеството му през 1970 г., която обикаля Съединените щати и извън страната. През 1971 г. ретроспективата е изложена в галерия Тейт в Лондон и в Музея на американското изкуство Уитни в Ню Йорк. Уорхол поставя първата си и единствена театрална постановка, „Свинско по рецепта на Анди Уорхол“ през 1971 г.
През 1971 г. Уорхол и неговият сътрудник Пол Мориси купуват Eothen, имение на брега на океана в Монтаук, Ню Йорк на Лонг Айлънд. Ролинг Стоунс, Джаки Кенеди, Елизабет Тейлър и Джон Ленън са сред забележителните гости на имението.
Между 1972 и 1973 г. Уорхол създава поредица от портрети на китайския комунистически лидер Мао Цзедун. През 1974 г. Уорхол и дългогодишният му партньор Джед Джонсън се преместват от дома му на Лексингтън авеню в градска къща на 57 East 66th Street в Ленокс Хил. През 1975 г. той публикува „Философията на Анди Уорхол“. Една от идеите, споделени в книгата: „Правенето на пари е изкуство, работата е изкуство и добрият бизнес е най-доброто изкуство.“
През 1976 г. Уорхол и художникът Джейми Уайет получават поръчка да нарисуват взаимно портрети от галерия Coe Kerr в Манхатън. През юни 1977 г. Уорхол е поканен на специален прием в чест на художниците, които са допринесли с отпечатъци за президентската кампания на Джими Картър. През 1977 г. Уорхол получава поръчка от колекционера на изкуство Ричард Уайзман да създаде „Атлети“, десет портрета на водещи спортисти в този момент.
Откриването на Studio 54 през 1977 г. поставя началото на нова ера в нощния живот на Ню Йорк. Уорхол прекарва много време в Studio 54 и записва подхранваните от наркотици активности, в които приятелите му участват на партитата. През 1977 г. Уорхол започва да прави голи снимки на мъже в различни пози и извършващи сексуални действия, които се превръщат в „пейзажи“ за това, което става известно като поредицата „Торсове и други секс части“. Повечето от мъжете са улични измамници и проститутки, доведени във „Фабриката“ от любовника на Халстън оформителя на витрини Виктор Юго. Това предизвика напрежение в отношенията на Уорхол с Джонсън, който не одобрява приятелството му с Юго. „Когато Studio 54 отвори, нещата се промениха с Анди. Това беше Ню Йорк в разгара на най-декадентския му период и аз не участвах. Никога не съм харесвал тази сцена... Анди просто си губеше времето и това беше наистина разстройващо ... Той просто прекара времето си с най-нелепите хора“, казва Джонсън.
Според бившия редактор на списание Interview Боб Колачело, Уорхол е посветил голяма част от времето си, за да търси нови, богати покровители за поръчки за портрети - сред тях се оказват шахът на Иран Мохамед Реза Пахлави, съпругата му императрица Фара Пахлави, сестра му принцеса Ашраф Пахлави, Мик Джагър, Лайза Минели, Джон Ленън, Даяна Рос и Бриджит Бардо. През 1979 г. Музеят на американското изкуство Уитни организира изложбата „Анди Уорхол: Портрети от 70-те“, за да чества тази „много комерсиалната знаменитост от 70-те, десетилетието на списание People и дизайнерските дънки.“ Някои критици не харесват портретите му известни личности, определяйки ги като повърхностни, леки и комерсиални, без дълбочина или индикация за значимостта на темите.
През 1979 г. Уорхол и неговият приятел, колекционерът на произведения на изкуството Стюарт Пивар, основават Нюйоркската академия на изкуствата.

### 80-те години
Уорхол преживява ново признание на арт критиката и нов финансов успех през 80-те години, отчасти благодарение на връзката и приятелствата си с редица плодовити млади художници, които доминират на „бичия пазар“ на изкуството в Ню Йорк от 80-те: Жан-Мишел Баския, Джулиан Шнабел, Дейвид Сале и други така наречени неоекспресионисти, както и членовете на трансавангардното движение в Европа, включително Франческо Клементе и Енцо Кучи. Уорхол печели и доверието на улицата и художникът на графити Fab Five Freddy отдава почит на Уорхол, като изрисува цял влак с кутии за супа Кемпбъл.
Но заедно с това Уорхол е и критикуван, че се е превърнал в „бизнес артист“.  Критиците нападат изложбата му през 1980 г. „Десет портрета на евреи от двадесети век“ в Еврейския музей в Манхатън, която Уорхол, който не се интересува от юдаизма и евреите, е описал в дневника си като „Ще я продадат.“ Заедно с това, обръщайки поглед назад, някои критици започват да разглеждат повърхностността и комерсиалността на Уорхол като „най-блестящото огледало на нашето време“, твърдейки, че „Уорхол е уловил нещо неустоимо за духа на времето на американската култура през 70-те години на миналия век.“
През 1981 г. Уорхол работи по проект с Питър Селърс и Луис Алън, който ще създаде пътуващо сценично шоу, наречено A No Man Show, с аниматронен робот в реални размери в точния образ на Уорхол. След това роботът на Анди Уорхол ще може да чете дневниците на Уорхол като театрална постановка. Пиесата ще стъпва върху книгите на Уорхол „Философията на Анди Уорхол“ и „Изобличения“. Уорхол е цитиран да казва: „Бих искал да бъда машина, нали?“
Уорхол цени интензивния холивудски блясък. На едно място казва: „Обичам Лос Анджелис. Обичам Холивуд. Те са толкова красиви. Всичко е пластмаса, но аз обичам пластмаса. Искам да бъда пластмаса.“ От време на време Уорхол се върти около модните подиуми и прави препоръки за продукти, представени от агенция Zoli и по-късно Форд Моделс.
В навечерието на Зимните олимпийски игри в Сараево през 1984 г. той си партнира с 15 други художници, включително Дейвид Хокни и Сай Туомбли, и участва в създаването на отпечатък на скоростен скейтър към колекцията „Art and Sport“. Скоростният скейтър е използван за официалния плакат на зимните олимпийски игри в Сараево.
През 1984 г. Венити Феър възлага на Уорхол да изработи портрет на Принс, който да придружава статия, която чества успеха на Purple Rain и придружаващия го филм. Позовавайки се на многото портрети на знаменитости, произведени от Уорхол през цялата му кариера, Оранжевият принц (1984) е създаден с помощта на подобна композиция на серията „Вкусове“ на Мерилин от 1962 г., сред някои от първите портрети на знаменитости на Уорхол. Принс е изобразен в поп цветова палитра, често използвана от Уорхол, в ярко оранжево с акценти от ярко зелено и синьо. Чертите на лицето и косата са отпечатани със ситопечат в черно върху оранжевия фон.
През септември 1985 г. съвместната изложба на Уорхол с Баския, „Картини“, се открива с отрицателни отзиви в галерия „Тони Шафрази“. През този месец, въпреки опасенията от страна на Уорхол, неговата серия от копринени екрани „Reigning Queens“ е изложена в галерия „Лео Кастели“. В „Дневниците на Анди Уорхол“ Уорхол пише: „Те трябваше да бъдат само за Европа – никой тук не се интересува от кралските особи и това ще доведе до още една отрицателна рецензия.“
През януари 1987 г. Уорхол пътува до Милано за откриването на последната си изложба, „Тайната вечеря“, в „Palazzo delle Stelline“. През следващия месец Уорхол моделира с джаз музиканта Майлс Дейвис за модното шоу на Кошин Сатох в клуб „Тунела“ в Ню Йорк на 17 февруари 1987 г.

### Смърт
Анди Уорхол умира на 22 февруари 1987 след рутинна операция на жлъчния мехур. Той се страхувал от болници и затова отлагал да провери проблемите с жлъчката, които имал.